# IC 2159
IC 2159 — емісійна туманність у сузір'ї Оріон.
Цей об'єкт міститься в оригінальній редакції індексного каталогу.